# Boromo Airport
Boromo Airport är en flygplats i Burkina Faso. Den ligger i den centrala delen av landet, 170 km väster om huvudstaden Ouagadougou. Boromo Airport ligger 270 meter över havet.
Terrängen runt Boromo Airport är platt. Närmaste större samhälle är Boromo, 0,62 km sydost om Boromo Airport.
Omgivningarna runt Boromo Airport är en mosaik av jordbruksmark och naturlig växtlighet. Runt Boromo Airport är det ganska glesbefolkat, med 32 invånare per kvadratkilometer.